# Frank Kendall Everest, Jr.

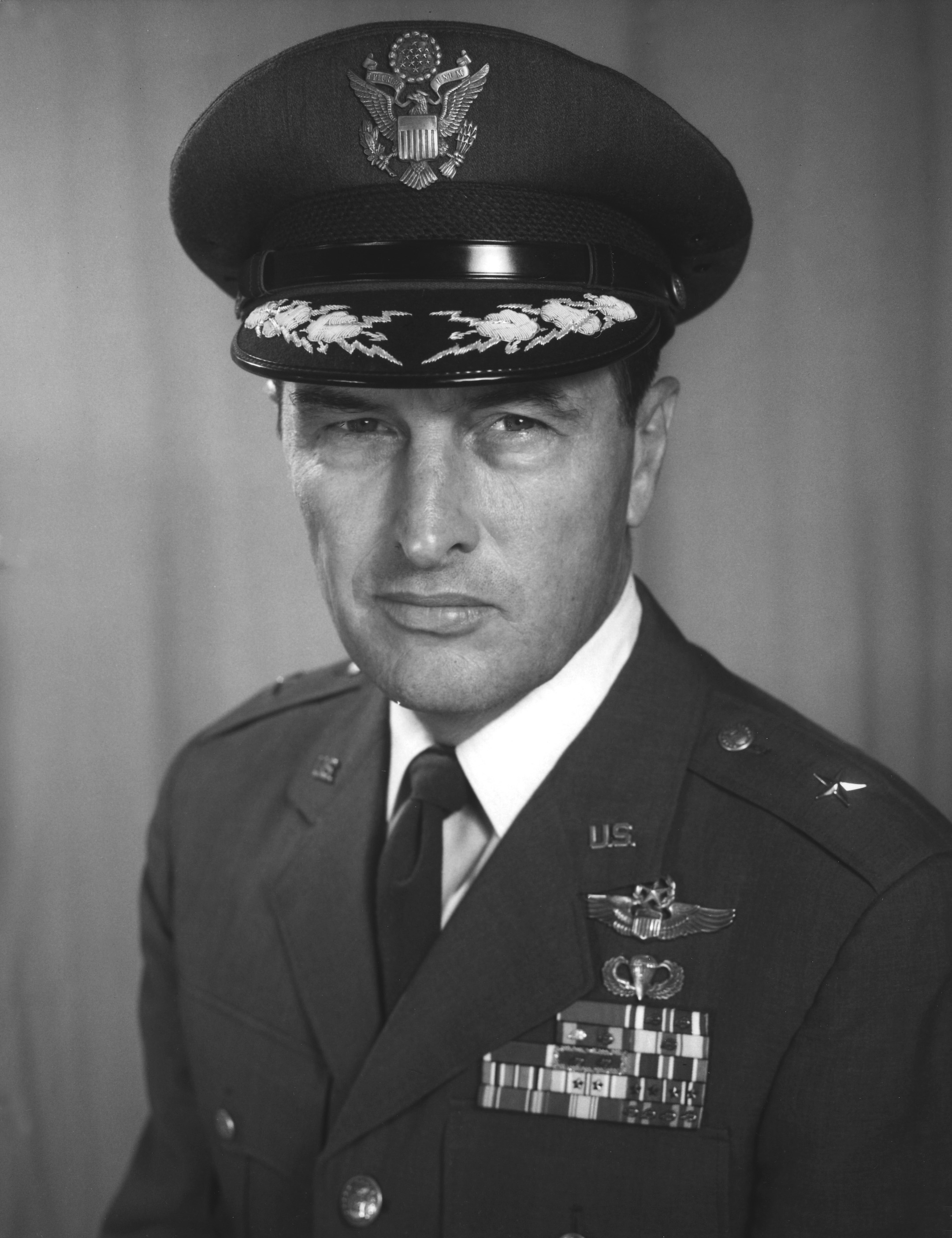
Frank Kendell „Pete“ Everest Jr.

Brigadegeneral Frank Kendell „Pete“ Everest Jr. (* 9. August 1920 in Fairmont, West Virginia; † 1. Oktober 2004) war ein amerikanischer Offizier der Luftwaffe der USA. Er wurde in den 1950er Jahren als Luftfahrtingenieur und Testpilot bekannt.

## Ausbildung
Frank Kendell „Pete“ Everest wurde in Fairmont geboren. Er beendete 1938 die dortige High School und besuchte danach das Fairmont State College für ein Jahr. Anschließend studierte er Ingenieurwissenschaften an der West Virginia University, um sich für eine Laufbahn in der Flugzeugindustrie vorzubereiten. 1956 absolvierte er sein Studium am Armed Forces Staff College in Norfolk.

## Militärische Karriere
Everest trat am 11. November 1941 als Flugschüler den United States Army Air Forces bei und schloss seine militärische Ausbildung am 3. Juli 1942 ab. Unter seinen Lehrgangskameraden war das Fliegerass Robert S. Johnson. Nach der Ausbildung auf der Curtiss P-40, wurde er nach Nordafrika verlegt. Er nahm an 94 militärischen Einsätzen in Afrika und Italien teil. Dabei schoss er am 18. April 1943 zwei deutsche Junkers Ju 52 ab und beschädigte eine Weitere. Im Mai 1944 setzte er seinen Dienst in Venice (Florida) fort. Nach einiger Zeit wurde er zum Kriegsschauplatz Indien-Burma versetzt. Dort nahm er an 67 militärischen Einsätzen teil und schoss vier japanische Flugzeuge ab, bevor er im Mai 1945 durch Flugabwehr selbst abgeschossen wurde. Er wurde von den Japanern gefangen genommen und auch gefoltert. Nach dem Krieg kehrte er in die USA zurück. 
Im Februar 1946 wurde er Testpilot auf der Wright-Patterson Air Force Base und dort bei den umfangreichen Flugversuchen mit der Bell X-1 eingesetzt. Hierbei stellte er mit 73.000 ft (ca. 22.300 m) einen inoffiziellen Höhenrekord auf.
Im September 1951 wurde Everest ins Air Force Flight Test Center auf der Edwards Air Force Base in Kalifornien versetzt und wurde Cheftestpilot und Leiter der Flugerprobungsabteilung. Er war dort an der Erprobung der X-1, X-2, X-3, X-4 und X-5, XF-92 und YB-52 beteiligt. Zu den weiteren von ihm geflogenen Maschinen gehörten die XF-88, F-100, F-101, F-102, F-104 und F-105, sowie B-57 und B-66. Am 29. Oktober 1953 stellte er mit 755,149 mph (1210 km/h) einen Geschwindigkeitsrekord mit der YF-100 auf.
Im Dezember 1954 erflog Everest als Testpilot mit der Bell X-1B eine Geschwindigkeit von Mach 2,3, was ihn zum zweitschnellsten Mensch der Welt machte. Als erster Mensch erreichte er auf einem späteren Flug mit dem Raketenflugzeug Bell X-2 Mach 2,9 (1957 mph).
Er wurde im März 1957 zur Hahn Air Base nach Deutschland versetzt. Dann wurde er im Januar 1961 zum Kommandeur des auf der England Air Base in Louisiana stationierten „401st Tactical Fighter Wing“ berufen. Später arbeitete er auf verschiedenen Posten auf anderen Luftwaffenstützpunkten in den USA.